# ヴァージニア・サティア
ヴァージニア M.サティア （1916年6月26日 - 1988年9月10日）は、アメリカ合衆国のソーシャルワーカー、心理療法家。
1948年にシカゴ大学にてソーシャルワーク修士号 (MSW) を取得。家族療法の創始者の一人とされ（「家族療法の母 (Mother of Family Therapy)」と称される）、のちに、NLP（神経言語プログラミング）にも影響を与えた。
1958年に MRI（メンタルリサーチインスティチュート）の創立にドン・ジャクソン（初代所長、精神科医、家族ホメオスタシス提唱）、ウィークランド（臨床文化人類学者）、ヘイリー（戦略派家族療法）らと参加する。